# Vulpeni
Vulpeni – wieś w Rumunii, w okręgu Aluta, w gminie Vulpeni. W 2011 roku liczyła 133 mieszkańców. 